# Paul McGuigan
Paul McGuigan nascut el 19 de setembre de 1963) és un director de cinema i director de televisió escocès, més conegut per dirigir pel·lícules com El cas Slevin, Gangster No. 1 i Push. També va dirigir episodis de Sherlock, Scandal, Monroe i Smash. Va néixer a Bellshill Maternity Hospital, Escòcia.

## Filmografia

### Cinema
- The Acid House (1998)
- Gangster No. 1 (2000)
- The Reckoning (2004)
- Obsessió (2004)
- El cas Slevin (2006)
- Push (2009)
- Victor Frankenstein (2015)
- Les estrelles de cinema no moren a Liverpool (2017)

### Televisió
| Any     | Títol                            | Notes                                                                |
| ------- | -------------------------------- | -------------------------------------------------------------------- |
| 2010    | Sherlock                         | 2 episodis: "A Study in Pink" i "The Great Game"                     |
| 2011    | Monroe                           | 3 episodis                                                           |
| 2012    | Scandal                          | "Sweet Baby"                                                         |
| 2012    | Sherlock                         | 2 episodis: "A Scandal in Belgravia" i "The Hounds of Baskerville"   |
| 2012    | Smash                            | "Hell on Earth"                                                      |
| 2013    | Devious Maids                    | "Pilot"                                                              |
| 2013    | Lucky 7                          | "Pilot"                                                              |
| 2016    | The Family                       | 3 episodis: "Pilot", "All the Live Long Day" and "What Took So Long" |
| 2016    | Luke Cage                        | 2 episodis: "Moment of Truth" and "Code of the Streets"              |
| 2016    | Designated Survivor              | "Pilot"                                                              |
| 2017    | Kevin (Probably) Saves the World | "Pilot"                                                              |
| 2019    | Carnival Row                     | "Some Dark God Wakes"                                                |
| 2019–20 | Emergence                        | 3 episodis: "Pilot", "Where You Belong" and "Killshot Prt. 2"        |
| 2020    | Dracula                          | "The Dark Compass"                                                   |
| 2020    | Big Sky                          | 2 episodis: "Pilot" & "Nowhere to Run"                               |
| 2022    | Inside Man                       | Miniseries, 4 episodis                                               |
| 2023    | Will Trent                       | "Pilot"                                                              |

## Premis
| Year | Awarded by                                                    | Award |
| ---- | ------------------------------------------------------------- | --- |
| 1998 | Royal Television Society                                      | - Guanyador, premi al millor nouvingut, The Granton Star Cause |
| 1998 | Festival Internacional de Cinema d'Estocolm                   | - Guanyador, Premi FIPRESCI, The Acid House (Per la seva originalitat en presentar un món quotidià escocès groller sota una llum surrealista, gairebé al·lucinògena, molt fidel al seu autor i al seu estil visual aventurer.) - Nominat, Cavall de bronze, The Acid House |
| 1999 | Fantasporto                                                   | - Guanyador, premi del públic AMC i gran premi de pel·lícula fantàstica europea en plata, The Acid House - Nominada, Premi Internacional de Cinema Fantastic, The Acid House                                                                                               |
| 1999 | XXXII Festival Internacional de Cinema Fantàstic de Catalunya | - Nominada, Gran premi a la millor pel·lícula, The Acid House |
| 1999 | New York Underground Film Festival                            | - Nominated, Best film, The Acid House |
| 2000 | AFI Fest                                                      | - Nominated, Grand Jury Prize, Gangster No. 1 |
| 2000 | Dinard Festival of British Cinema                             | - Nominada, Golden Hitchcock, Gangster No. 1 |
| 2000 | Premis del Cinema Europeu                                     | - Nominada, Descobriment europeu de l’any, Gangster No. 1 |
| 2004 | Festival Internacional de Cinema de Montreal                  | - Nominada, Grand Prix des Amériques, Obsessió |
| 2012 | Primetime Emmy Award                                          | - Nominada, Direcció d’una minisèrie, pel·lícula o un especial dramàtic, Sherlock: A Scandal in Belgravia |